# BNSF线
BNSF线（BNSF Line）是由BNSF鐵路运营的芝加哥城市鐵路。該鐵路位於美國芝加哥及其西郊。它是美国最繁忙的铁路线之一。BNSF线上通行的火車主要是F40PH型柴油机车。